# プリムス・ブリーズ
ブリーズ（Breeze ）は、プリムスが販売していた乗用車である。

## 概要
1995年、プリムス・アクレイムの後継として登場。空力的に優れたスタイリング、細長い横型ヘッドライト、スリムなボディシルエットを特徴としている。2000年の生産終了後、後継車は発表されなかった。これによりプリムス・ヴァリアントから続く5代約41年の歴史に幕を下ろすことになる。